# Görtschach, Trebinja
Görtschach je naselje v Občini Trebinja v Okraju Beljak-dežela na Koroškem v Avstriji.